# نالتونا
نالتونا (به لاتین: Naltona) یک منطقهٔ مسکونی در بنگلادش است که در ناحیه برگونه واقع شده‌است.